# William Horschke
William Hermann Horschke (Neu-Isenburg, 12 settembre 1879 – Contea di Cook, 27 gennaio 1956) è stato un ginnasta e multiplista statunitense di origine tedesca.

## Carriera
Horschke partecipò ai Giochi olimpici di Saint Louis 1904 nelle gare di triathlon e ginnastica. Giunse nono nel concorso a squadre, trentottesimo nel concorso generale individuale, novantunesimo nel triathlon e ventesimo nel concorso a tre eventi.